# Wadung (Soko)
Wadung is een bestuurslaag in het regentschap Tuban van de provincie Oost-Java, Indonesië. Wadung telt 1730 inwoners (volkstelling 2010).